# Факультет української й іноземної філології та мистецтвознавства Дніпровського національного університету імені Олеся Гончара
Факультет української й іноземної філології та мистецтвознавства  — факультет ДНУ ім. О. Гончара.

## Історична довідка
У 1918 році у Катеринославі відкривається Катеринославський університет. До його складу ввійшло 4 факультети: історико-філологічний, юридичний, медичний, фізико-математичний. Першим деканом історико-філологічного факультету був М.К.Любавський.
У 1944-1971 рр. факультет має назву історико-філологічний. З 1972 р. факультет стає філологічним. 

## Структурні підрозділи факультету
- Кафедра української мови

Завідувач кафедри – Ковальчук Микола Савелійович, кандидат філологічних наук, доцент
- Кафедра англійської філології

Завідувач кафедри – Анісімова Алла Ігорівна, кандидат філологічних наук, доцент
- Кафедра германської філології

Завідувач кафедри – Дьяконов Георгій Петрович, кандидат філологічних наук, доцент
- Кафедра романської філології

Завідувач кафедри – Кірковська Інга Станіславівна, кандидат філологічних наук, доцент
- Кафедра порівняльної філології східних та англомовних країн

Завідувач кафедри – Ліпіна Вікторія Іванівна, доктор філологічних наук, професор
- Кафедра загального та російського мовознавства

Завідувач кафедри – Пристайко Тамара Степанівна, доктор філологічних наук, професор, заслужений викладач ДНУ імені Олеся Гончара
- Кафедра української літератури

Завідувач кафедри – Олійник Наталія Петрівна, кандидат філологічних наук, доцент
- Кафедра зарубіжної літератури

Завідувач кафедри – Потніцева Тетяна Миколаївна, доктор філологічних наук, професор
- Кафедра іноземних мов для гуманітарних факультетів

Завідувач кафедри – Рижикова Світлана Юріївна, кандидат філологічних наук, доцент
- Кафедра образотворчого мистецтва та дизайну

Завідувач кафедри – Корсунський Віктор Олексійович, старший викладач, доцент
- Кафедра лінгвістичної підготовки іноземців

Завідувач кафедри – Панченко Олена Іванівна, доктор філологічних наук, професор

На факультеті також працюють такі навчальні лабораторії: прикладної лінгвістики, соціокультурних досліджень, профорієнтації студентів педагогічних спеціальностей, країнознавства, сучасних технологій навчання іноземних мов. У складі факультету також науково-дослідна лабораторія фольклору, народних говорів і літератури Придніпров'я ім.О.Гончара.